# 青梅竹馬 (1994年電視劇)
《青梅竹馬》是1994年中國電視公司八點檔連續劇，製作人是甄秀珍。1991年时进行拍摄。首播期間為1994年5月16日至1994年6月24日，首播時間為台灣時間星期一至五20:00～21:00。

## 演員陣容
古家
- 古家芯：方文琳
- 古松屏：李烈
- 古太太：海蓉
- 古家若：潘儀君
- 古松年：趙學煌
- 古外婆：劉引商
- 古家茗：寒

衛家
- 衛台生：林立洋
- 衛竹生：何如芸
- 衛宏鈞：車軒

趙家
- 趙磊：馮光榮
- 趙妻：李靜美
- 趙淼：田麗
- 老趙：林照雄
- 趙焱：周偉傑

其他
- 唐翔：姜厚任
- 月華：林秀君
- 老祁：薛漢
- 季淑：劉筱平
- 伯康：王彼得

## 工作人員
- 製作人：甄秀珍[2]
- 編劇：金士會
- 編審：蔣紀蔆
- 導演：王玫
- 製作：中國電視公司

## 主題曲
- 片頭曲：〈我的愛·我的夢·我的家〉
作詞：丁曉雯，作曲：黃怡，演唱：趙詠華

## 腳註
1. ↑  《青梅竹馬》（1994年版）劇照 的存檔，存档日期2013-12-21.
2. 1 2  . 责任编辑：青山. 中国青年网，来源：腾讯娱乐. 2017-06-15  [2021-09-28]. （原始内容存档于2021-09-28） （简体中文）.
3. ↑  . 中央研究院數位文化中心，来源：中國時報.   [2021-09-28]. （原始内容存档于2021-09-28） （繁体中文）. 圖說描述:1991年8月1日中視連續劇「青梅竹馬」，方文琳、田麗、于寒、馮光榮、林立洋等人。(羅繼志攝)[……]攝影地點:台北市 Taiwan，ROC

## 外部連結
- 豆瓣电影上《青梅竹馬》的資料 （简体中文）